# Jean Desjoyeaux
Pour les autres membres de la famille, voir Famille Desjoyeaux.
Jean Desjoyeaux est un résistant français né le 3 janvier 1917 et mort à 27 ans le 22 août 1944 près de Montlivault dans le département du Loir-et-Cher.

## Historique
Jean Desjoyeaux naît le 3 janvier 1917 dans la famille de Léon Desjoyeaux et Jeanne Burgensis-Rebourgeon-Desgaultière. Il est le frère d'Henri Desjoyeaux l'un des fondateurs des Glénans et autre résistant français de deux ans son cadet.
Léon Desjoyeaux possède à l'époque le château de Diziers à Suèvres dans le Loir-et-Cher qui sert vraisemblablement de point de ralliement du groupe des Forces françaises de l'intérieur dans lequel s'engage son fils.
Le 22 août 1944 Jean Desjoyeaux trouve la mort à l'âge de 27 ans en tentant de désamorcer une mine sur la levée de la Loire à proximité de Montlivault, en face de Cour-sur-Loire. Suèvres avait été libéré une semaine auparavant,.
Son corps « tout habillé de blanc » est ramené en barque sur la Loire. Tout le village assiste aux funérailles du « héros romantique ».
Une commémoration est organisée annuellement par la commune de Montlivault au pied de la stèle érigée à son nom sur le lieu de sa mort,. 
Son nom est donné à une rue et à une école publique de Suèvres en 2011,.